# Покров Богородичен (Полето)
„Покров Богородичен“ е православна църква в село Полето, разположена в квартал Нивото, част от Неврокопската епархия на Българската православна църква. Построена е през 2004 година с дарения на миряните.
В архитектурно отношение представлява еднокорабна базилика с камбанария. Иконостасът е дървен, а вътрешността не е изписана.
Храмът отбелязва своя празник на 1 октомври – Покров Богородичен. Ежегодно на тази дата се приготвят курбан за здраве и водосвет.
Името на храма е дадено през 2004 година от митрополит Натанаил Неврокопски, който извършва и освещаването му.